# Conspirando
Em março de 1992 foi publicado, em Santiago (Chile), o primeiro número da "Revista Conspirando", uma publicação periódica que desde sua fundação pretende ser uma "Revista Latinoamericana de ecofeminismo, espiritualidade e teologia". A partir de 1993, a publicação passou a ter circulação trimestral. Cada edição contém cerca de 60 páginas, sendo que 40 delas são dedicadas ao tema central de cada edição.
A principal fundadora dessa publicação é Mary Judith Ress. Mas existem outras colaboradoras que merecem especial destaque como Rosa Dominga Trapasso, do Círculo de Feministas Cristãs Talitha Cumi, Sara Newbery e Madonna Kolbenschlag.
Na revista foram publicados artigos também de Ivone Gebara, Elsa Tamez, Ada Maria Isasi-Díaz, Sylvia Marcos, Yolanda Tarango, Dolores Williams, Carter Heyward, Mary Daly, Marija Gimbutas, Starhawk, Mary Condren, Elisabeth Schüssler Fiorenza, Judith Plaskow, Elaine Pagels, Carol Gilligan,  Alice Walker, Sallie McFague, Dorothée Sölle, Rita Nakashima Brock, Catherine Keller, Beverly Wildung Harrison, Anne Primavesi, Audre Lorde, Mary H. Hunt, Riane Eisler, Uta Ranke-Heinemann, Rosemary Radford Ruether, entre outras.
O coletivo responsável pela publicação também organizou diversos eventos como um curso de oito dias denominado: "Escola de Ética e Espiritualidade Ecofeminista, Mitos e Arquetipos", que costumava ocorrer anualmente em Santiago e em outras capitais latino americanas.
Em 1993, as responsáveis pela publicação fundaram também o "Centro Capacitar", que pretende ser: um centro de espiritualidade e de saúde integral, um espaço de encontros, jornadas, e oficinas voltadas para mulheres, organizações de setores populares, grupos ecumênicos, comunidades eclesiais de base, etc. O Centro Capacitar conta com uma equipe integrada por educadoras, teólogas, enfermeiras, peritas em Reiki, antropólogas, biólogas, massoterapeutas, terapeutas corporais, etc., que facilitam retiros espirituais ecofeministas, ritos, técnicas de respiração, etc.
Um das principais características de "Conspirando" é a defesa de um "Ecofeminismo Holístico" que:
1. denuncia das origens do mal e da contaminação ambiental que aflige a humanidade e a Terra, com base na crença de que o Deus monoteísta masculino é um conceito hostil que racionaliza a alienação da Terra;
2. analisa os antecedentes das situações culturais e sociais que propiciam relações destrutivas entre homens e mulheres, entre dirigentes e grupos humanos oprimidos, a destruição da comunidade biótica, da qual os seres humanos são parte interdependente;
3. creem que o problema da destruição do mundo tem origem no estilo de vida dos países ricos, que inclui: consumismo descontrolado, armamentismo e guerras que destroem outros recursos básicos, que seriam necessários à parte majoritária e empobrecida da humanidade que sofre e morre, por não dispor do mínimo necessário para a vida;
4. se nutre das profundas e poderosas correntes da antiga cosmologia das culturas precolombianas da América Central, que teria como base a dualidade dos opostos complementares, onde a religião, a filosofia, as artes, a agricultura e as relações sociais formariam um todo.
5. faz críticas ao sistema patriarcal, sem o qual o capitalismo não poderia existir; e ao capitalismo que trata as pessoas como coisas: que as classifica, as compra, as etiqueta, as armazena e as vende; que valoriza as pessoas pelo que têm, onde uns homens podem mandar em outros homens e mulheres empobrecidas;
6. defende paradigmas antropológicos e cosmológicos que pretendem alterar a imagem do ser humano no Cosmos;
7. acreditam que os empobrecidos são os principais consumidores da religião patriarcal porque nela buscam consolo[1] [2] [3].